# ZEGAPAIN
《ZEGAPAIN》（日语：ZEGAPAIN -ゼーガペイン-），日本日昇動畫製作的機器人動畫，於2006年4月至9月間在東京電視台播放，並於同年推出兩款Xbox 360平台的遊戲。由于民间字幕组工作人员理解偏差，而导致该作标题被误翻成《机器人》。

## 故事簡介
未來世界，人類被未知病毒“毒蛇”所殺死，人類全部燬絕。没有被“毒蛇”殺死的人被轉換成了量子數據，並把所有數據资資料轉移到了分散于世界各地的量子伺服器，并生活在量子計算機中的虛擬世界。真實世界被名為“世界蛇”的東西所控制，世界蛇不斷建造實驗場破壞地球。在虛擬世界中，有一些人發現自己是生活在虛擬世界中，稱為“引導者”。“引導者”的目標就是為了把所有數據化的人類重新還原到現實世界，成为引導者後，會被傳送到“海神號”，成為“槍手”或“術士”并和世界蛇對抗。
主角是快活的游泳少年，他在千葉縣舞濱近郊的高中上學，是個忙碌于戀愛和友情的普通高中生。但是，有一天在神秘的轉學生紫雫乃的引導下，被卷入了异世界的巨大机器人的战斗中。于反复的战斗中怀抱着各种疑问并且苦恼著的京，为了保护自己与同伴而挺身投入战斗之中……

## 角色介紹
十凍京（聲優：淺沼晉太郎）
本故事主角，舞濱高等学校游泳部部长，性格外向，学习很好，在舞濱的量子服务器中和守和了子是青梅竹马的朋友。十冻京曾经和耶鲁、岛司令把舞濱的量子服务器送到了月球，但由于在撤退的战斗中失败，导致数据缺失，在恢复数据后失去在原有的记忆，并作为一个普通的幻体生活在舞濱的量子服务器中，在舞濱的量子服务器生活的第4个轮回中，由于发现了紫雫乃的存在和本身对虚拟世界的一些发现，而成为引导者。是ZEGAPAIN 翔鷲型的驾驶者（枪兵）。在结局中，恢复了所有记忆，是人类第一个修复肉体的幻体，最后貌似与守凪了子有了孩子，修复肉体的机器是由他在制作。
守凪了子（聲優：花澤香菜）
本故事主角，舞濱高等学校摄影部部长，性格温柔、体贴，在舞濱的量子服务器中和守和十冻京是青梅竹马的朋友。通过一盘记录真实世界的录象带，自己独立发现了虚拟世界和真实世界，是十冻京的专署副驾驶（巫士）。在第一次和十冻京的巡查任务中由于被伏击，导致进行紧急量子传送，在传送过程中数据丢失，被三崎紫雫乃找到部分被保留在翔鷲型上的数据，但由于数据不能完全修复，导致不足以保持在量子服务器中的幻体形态，只能在翔鷲型上才能保持幻体，后来在“世界蛇”辛的帮助下修复了数据，但由于把辛的数据直接填补的自己的数据，导致在量子服务器恢复幻体的她没有了感情，但在翔鷲型上的她保留了原有的感情。在结局的最后，有个抚摸肚子的镜头可以令人联想到貌似有了十冻京的孩子。
三崎紫雫乃（聲優：川澄綾子）
本故事主角，转学到舞濱高等学校三年级，游泳部社员，温柔性格...纳伽的叛徒，人造的幻体，版本号为3.41，其名英文名字翻译后即为“幻体”，直译后的中文名字为“耶鲁”（イェル）。三崎紫雫乃这个名字是十冻京起的，一直喜欢着十冻京。十冻京曾经的副驾驶，转到舞濱量子服务器是为了引导十冻京成为引导者，帮助他恢复记忆。
毛璐贤（聲優：朴璐美）
据片中回忆，应该是和纳伽开发有关公司的少爷，在24話向十凍京表白，在25話保護舞濱服务器被敵人殺害，被AI救活。
岛（聲優：坪井智浩）
舞濱高等学校的學生會會長，是个复制出来的人格，现为海神号指挥官，在23話休克，在24話死亡。其原型在月球基地中做人类的协力者，原型是第一个量子化的人，是纳伽的叛徒。
港（聲優：井上麻里奈）
舞濱高等学校的学生会副会长，从澳大利亚服务区救出来的量子化人类，为海神号的副指挥官，最后开始了新的人生。喜欢岛。
美雨（聲優：牧野由依）
是璐贤的专署副驾驶，双胞胎的姐姐，是中国人，从上海服务区救出来的，疑似喜欢璐贤。
美炎（聲優：渡边明乃）
双胞胎的妹妹，是中国人，从上海服务区救出来的。

## 主題曲、插入曲
片頭曲
（第2話～第25話）
歌・作詞・作曲：新居昭乃、編曲：保刈久明
片尾曲
（第1話、第26話）
（第2話～第9話、第11話～第21話、第23話～第25話）
歌：ROCKY CHACK、作詞・作曲：NOE & 山下太郎、編曲：保刈久明
『and you』（第10話）
歌：ROCKY CHACK、作詞：NOE & 山下太郎、作曲：山下太郎 & 保刈久明、編曲：保刈久明
（第22話）
歌：ROCKY CHACK、作詞：NOE・山下太郎・新居昭乃、作曲：NOE・山下太郎、編曲：保刈久明
插入曲
『CESTREE』（第26話）
歌：牧野由依、作詞・作曲・編曲：かの香織

## 製作人員
- 企劃：宮澤正徹、笹田直樹、鵜之澤伸、内田健二、川城和實
- 原作：矢立肇、伊東岳彦
- 系列構成：關島真賴
- 角色原案：幡池裕行
- 角色設計：山下明彦
- 動畫導演：牧孝雄
- 機械設計：中原禮、神宮司訓之（日语：神宮司訓之）、福島秀機、やまだたかひろ
- デザインワークス：柳瀬敬之
- 總機械作畫監督：福島秀機
- 特技監督：わたなべぢゅんいち（日语：わたなべぢゅんいち）
- 色彩設計：柴田亞紀子
- 編輯：野尻由紀子
- 音樂：大塚彩子
- 音響監督：明田川仁
- 動畫製作：紅谷佳和→山川典夫、小掛慎太郎、古澤文邦
- 監督：下田正美
- 製作：東京電視台、電通、日昇動畫

## 各集標題
| 話數 | 日文標題 | 中文標題               | 劇本       | 分鏡           | 演出               | 角色作畫監督   | 機械作畫監督      |
| ---- | -------- | ---------------------- | ---------- | -------------- | ------------------ | -------------- | ----------------- |
| 1    |          | 糾纏                   | 關島真賴   | 下田正美       | わたなべぢゅんいち | 牧孝雄         | 福島秀機 西井正典 |
| 2    |          | 大腦                   | 桶谷顯     | 下田正美       | 雄谷將仁           | 鎌田祐輔       | 有澤寛            |
| 3    |          | 第二領域               | 村井贞之   | 中山勝一       | 中山勝一           | 大貫健一       | 西井正典          |
| 4    |          | 上海伺服器             | 久保田雅史 | 凛々雅由紀     | 凛々雅由紀         | 佐村義一       | 松田寛            |
| 5    |          | 既視感                 | 村井貞之   | 日高政光       | 三好正人           | 牧孝雄         | 福島秀機          |
| 6    |          | 幻體                   | 關島真賴   | 寺岡嚴         | 工藤寛顯           | 鎌田祐輔       | 有澤寛            |
| 7    |          | 流浪的靈魂             | 久保田雅史 | 下田正美       | 雄谷將仁           | 大貫健一       | 西井正典          |
| 8    |          | 水的那端               | 桶谷顯     | 杉島邦久       | 三好正人           | 松川哲也       | 松田寛            |
| 9    |          | 濕傷害                 | 高山克彥   | 凛々雅由紀     | 凛々雅由紀         | 牧孝雄         | 有澤寛            |
| 10   |          | 夏天到來               | 村井貞之   | 下田正美       | 工藤寛顯           | 鎌田祐輔       | －                |
| 11   |          | 保持幻覺               | 關島真賴   | 下田正美       | 雄谷將仁           | 大貫健一       | 西井正典          |
| 12   |          | 被喚醒之人             | 桶谷顯     | 高田耕一       | 宅野誠起           | 米山浩平       | 池田有            |
| 13   |          | 新嚮導                 | 久保田雅史 | 日高政光       | ヤマトナオミチ     | 松川哲也       | 松田寛            |
| 14   |          | 銷毀的回憶             | 桶谷顯     | 凛々雅由紀     | 凛々雅由紀         | しんぼたくろう | 高瀨健一          |
| 15   |          | 輪迴轉世               | 高山克彥   | 杉島邦久       | 雄谷將仁           | 鎌田祐輔       | 有澤寛            |
| 16   |          | 復活之戰場             | 關島真賴   | 西澤晉         | 工藤寛顕           | 大貫健一       | 西井正典          |
| 17   |          | 已經復原的人           | 久保田雅史 | ヤマトナオミチ | ヤマトナオミチ     | 米山浩平       | 池田有            |
| 18   |          | 虛偽的傷口、枯萎的疼痛 | 高山克彥   | 杉島邦久       | 吉村章             | 松川哲也       | 松田寛            |
| 19   |          | 最終伺服器             | 桶谷顯     | 凛々雅由紀     | 綿田慎也           | しんぼたくろう | 高瀨健一          |
| 20   |          | 耶魯、紫雫乃           | 村井貞之   | 杉島邦久       | 雄谷將仁           | 鎌田祐輔       | 有澤寛            |
| 21   |          | 戰士們…                | 關島真賴   | 黒木冬         | 工藤寛顯           | 大貫健一       | 西井正典          |
| 22   |          | 吉菲塔斯               | 久保田雅史 | 松尾衡         | ヤマトナオミチ     | 米山浩平       | 池田有            |
| 23   |          | 不落之月               | 高山克彥   | 中原れい       | 綿田慎也           | 松川哲也       | 松田寛            |
| 24   |          | 光之一滴               | 桶谷顯     | 黒木冬         | 雄谷將仁           | 牧孝雄         | 有澤寛            |
| 25   |          | 舞濱的天空是藍的嗎     | 村井貞之   | 中山勝一       | 中山勝一           | 鎌田祐輔       | 池田有            |
| 26   |          | 森羅萬象               | 關島真賴   | 下田正美       | 工藤寛顯           | 大貫健一       | 西井正典          |

## 相關商品
Xbox 360專用遊戲軟體
- 《ゼーガペイン XOR》（2006年7月27日發售）
- 《ゼーガペイン NOT》（2006年12月7日發售）

書籍
- 《ZEGAPAIN精選集 AI ALWAYS Another》ISBN 978-4-8402-3633-1
- 《ZEGAPAIN設定畫集》ISBN 978-4-7753-0522-5
- 《ZEGAPAIN 忘卻的女王》ISBN 978-4-02-273917-9

CD
- 片頭曲
- 片尾曲
- 原聲帶「TV動畫 ZEGAPAIN O.S.T.」
- 原聲帶「TV動畫 ZEGAPAIN O.S.T.2」
- 廣播劇CD「ZEGAPAIN audio drama OUR LAST DAYS」

模型
- ZEGAPAIN 牽牛星／ZEGAPAIN 翔鷲型
  - 1／72比例組裝模型。
- 守凪 了子
  - 1／8比例人物模型。

## 外部連結
- ZEGAPAIN官方網站 （页面存档备份，存于）（日語）
- 東京電視台ZEGAPAIN官方網站 （页面存档备份，存于）（日語）

| 東京電視台 星期四18:00—18:30 | 東京電視台 星期四18:00—18:30            | 東京電視台 星期四18:00—18:30 |
| ---------------------------- | --------------------------------------- | ---------------------------- |
|                              | ZEGAPAIN （2006年4月6日—2006年9月28日） |                              |
| 小天小天子                   | 銀魂                                    |                              |